# Wolf–Lundmark–Melotte
Het Wolf-Lundmark-Melotte-stelsel (WLM) is een balkvormig onregelmatig melkwegstelsel dat in 1909 is ontdekt door Max Wolf
en zich bevindt aan de buitenrand van de Lokale Groep. Het staat in het sterrenbeeld Walvis.
Het melkwegstelsel werd opnieuw ontdekt door Knut Lundmark en Philibert Jacques Melotte in 1926 die het vergeleken met NGC 6822. Wolf-Lundmark-Melotte is een roterende schijf die aan de rand te zien is. Hij is relatief geïsoleerd van de rest van de Lokale Groep, en lijkt daarmee weinig interactie te vertonen. De rotatiekromme van Wolf-Lundmark-Melotte is  asymmetrisch, in die zin dat de zich verwijderende kant en de naderende kant van het melkwegstelsel op verschillende manieren roteren. WLM vormt nog sterren, zoals blijkt uit de in ultraviolet licht zichtbare open sterrenhopen van pas gevormde sterren. Deze zijn ongeveer 20 tot 100 lichtjaar (7 tot 30 parsecs) groot. De jongste zijn te vinden in de zuidelijke helft van het melkwegstelsel, waar meer stervorming plaatsvindt.